# زينب دوسو
زينب دوسو (من مواليد 12 سبتمبر 1999) هي عداءة إيطالية. نافست في دورة الألعاب الأولمبية الصيفية 2020، في سباق التتابع 4 × 100 متر.

## نشأتها
زينب، ابنة لأبوين إيفواريين انتقلا إلى إيطاليا عام 2002، جاءت إلى إيطاليا عام 2009 عندما كانت في العاشرة من عمرها؛ حصلت على الجنسية الإيطالية عام 2016.